# Iwan Iliczew
Iwan Iliczew-Wołkanowski (ros. Иван Михайлович Ильичёв) (ur. 14 listopada 1982) – rosyjski pisarz, biograf piosenkarki Anny German, założyciel i prezes Międzynarodowego klubu miłośników Anny German, kolekcjoner, a także piosenkarz.

## Życiorys
Urodził się w 1982 roku, trzy miesiące po śmierci Anny German. Zainteresował się jej twórczością, kiedy po raz pierwszy wysłuchał płyty artystki. Od tego czasu postanowił zbierać materiały związane z życiem i twórczością piosenkarki. Zapoznał się z rodziną Anny German. W 2002 roku, przez półtora miesiąca, mieszkał w ich domu w Warszawie.

## Książki
- Анна Герман – Гори, гори, моя звезда! (Anna German – Świeć, świeć, moja gwiazdo!), 2010, ISBN 978-5-699-45270-5
- Мы долгое эхо (My długie echo), 2012, ISBN 978-5-4438-0139-1
- Анна Герман. Белый ангел песни (Anna German. Biały anioł piosenki), 2013
- Эхо любви (Echo miłości), 2013
- Анна Герман. Сто воспоминаний о великой певице (Anna German. Sto wspomnień o wielkiej piosenkarce), 2016
- Анна Герман. Сто воспоминаний о великой певице (Anna German. Sto wspomnień o wielkiej piosenkarce), 2017 (wznowienie)
- Iwan Iliczew-Wołkanowski. Anna German. Sto wspomnień o wielkiej piosenkarce, ISBN 978-83-66220-60-7, 2019

Ivan Iliczew przygotowuje się do wydania nowej książki pt. Azja Środkowa – ojczyzna Anny German, gdzie szczegółowo będzie opowiadał o pierwszych dziesięciu latach życia piosenkarki w ZSRR w latach 1936–1946.